# Ghostbusters (canción)
«Ghostbusters» (en español: «Cazafantasmas») es una canción compuesta y lanzada en 1984 por el cantautor estadounidense Ray Parker Jr., y parte de la banda sonora de la película Los cazafantasmas protagonizada por Bill Murray, Dan Aykroyd, Harold Ramis y Ernie Hudson. Debutando en el puesto #68 el 16 de junio de 1984, la canción alcanzó el número uno en el Billboard Hot 100 el 11 de agosto del mismo año, permaneciendo en el puesto tres semanas, y en el segundo puesto en la UK Singles Chart el 16 de septiembre de 1984, donde se mantuvo 3 semanas. La canción volvió a aparecer en el UK Top 75 el 2 de noviembre de 2008 en el puesto 49.º.
Estuvo nominada a Mejor canción original en la 57.ª ceremonia de entrega de los premios Óscar, pero perdió ante la canción "I Just Called to Say I Love You", de Stevie Wonder. Una demanda relacionada con el plagio de Parker a la canción "I Want a New Drug" de Huey Lewis and the News, resultó en un acuerdo con Lewis. La batería de la canción proviene de una caja de ritmos Linn Drum, que fue utilizado para que le diera a la canción un sentimiento serio y extraño al mismo tiempo.

## Antecedente
De acuerdo a Parker, los productores de la película se le acercaron para crear el tema principal de la película, aunque solo tenía unos días para hacerlo, y el título de la película parecía imposible de ser incluido en la letra. Sin embargo, mientras veía la televisión por la noche, Parker vio un comercial barato de un servicio local que le recordó que la película tenía un comercial similar promocionando el negocio ficticio. Esto lo inspiró para escribir la canción como un jingle de pseudopublicidad que el negocio podría haber encargado como promocional.
Lindsey Buckingham afirma haber sido contactado para escribir el tema de Los cazafantasmas basado en su exitosa contribución en la película National Lampoon's Vacation de Harold Ramis (la canción "Holiday Road"). Sin embargo rechazó la oportunidad ya que no quería ser reconocido como un artista de bandas sonoras.

## Video musical
El video musical de la canción fue dirigido por el mismo director de la película Los cazafantasmas, Ivan Reitman, y producida por Jeffrey Abelson. Cuenta con una joven, interpretada por la actriz Cindy Harrell, quien es perseguida por un fantasma interpretado por Parker, deambulando en el interior de una casa parcialmente oscura, con diseños de neón vibrantes que sirven para delinear las características arquitectónicas de la casa, hasta que la mujer finalmente llama a los cazafantasmas. Contiene imágenes de la película, y contó con cameos de muchos famosos de la época, como Chevy Chase, Irene Cara, John Candy, Melissa Gilbert, E. Ollie Brown, Jeffrey Tambor, George Wendt, Al Franken, Danny DeVito, Carly Simon, Peter Falk y Teri Garr, todos ellos exclamando la línea de la canción "Ghostbusters!".

## Lista de canciones
1. «Ghostbusters» — 3:46
2. «Ghostbusters» (instrumental) — 4:03

## Otras versiones
- Una versión de la canción con un conjunto diferente de voz sirve como el tema musical spin-off de la serie de dibujos animados The Real Ghostbusters.
- La banda británica de thrash metal, Xentrix lanzó un sencillo con una versión de esta canción en 1990.
- Un remix de la canción sirve como el tema musical de la serie de dibujos animados Extreme Ghostbusters.
- El grupo The Rasmus en su primer álbum, Peep (1996), sacó una versión del tema.
- El grupo Fall Out Boy sacó una nueva versión del tema con el estreno de la nueva película de la franquicia en 2016.
- El grupo Walk The Moon hizo una versión fiel a la original este año.[3]

## En los medios
La canción aparece en Ghostbusters: The Video Game. Se reproduce por completo en los créditos finales del juego (en las versiones de Wii, PS2, PSP), y en la pantalla Xross Menú Bar de la PS3 cuando un usuario se encuentra en el icono del disco durante más de 3 segundos.
La canción es una de las canciones jugables en Lego Rock Band, tanto en las versiones de consola y en la versión de Nintendo DS.
Beatmania IIDX 14: Gold incluye un remix de "Ghostbusters Theme" como una pista jugable.
En Chile, fue utilizado el capítulo 119 de la teleserie juvenil de Chilevisión Vampiras.
En 2013, Ubisoft utilizó la canción de Ray Parker Jr para el juego Just Dance 2014 con un cuarteto de bailarines (3 cazafantasmas y 1 fantasma).